# 24
Aquesta pàgina és per a l'any. Per al nombre, vegeu vint-i-quatre.
|  | Per a altres significats, vegeu «24 (sèrie de televisió)». |

## Esdeveniments
- Fi de la guerra entre l'Imperi Romà i Numídia i Mauritània.[1]
- Charmides és arcont d'Atenes.

## Necrològiques
- Possible mort d'Estrabó (també pot ser en el 19)
- Namhae, rei de Silla[2]